# Szente Vajk
Szente Vajk (Orosháza, 1981. április 5. –) Jászai Mari-díjas magyar színész, rendező, drámaíró, műsorvezető, érdemes művész, színigazgató.

## Életpályája
1981-ban született. Édesapja Szente Béla a békéscsabai Csabagyöngye intézményvezetője, helyi képviselő. Édesanyja Lantos Éva. Nővére Szente Éva előadóművész, öccse Szente Áron. Gyermekkorát Orosházán töltötte, középfokú tanulmányait a békéscsabai Rózsa Ferenc Gimnáziumban végezte. 1999-ben került Budapestre, a Nemzeti Színház Színiakadémiára, ahol 2002-ben végzett. Elő diplomáját filmesztétika szakon szerezte, a másodikat a Károli Gáspár Református Egyetem művészeti igazgatás szakán.
Már akadémiai évei végén a debreceni Csokonai Színházhoz szerződött. Elsőként Ibolya Ede alakját formálta meg a Csókos asszony című operettben.
A Csokonai Színházból 2007-ben jött el, addig évente négy-öt szerepet játszott. Repertoárjában egyaránt megtalálható Peter Pan és Tamási Áron Kömény Mókája, valamint az Equus főhőse, Alan Strang is.
2005-ben mutatta be a Madách Színház a Volt egyszer egy csapat című musicalt, melyben Daniel Gillen szerepét játszotta el. Eztán Gavin Smith szerepét alakítva bekapcsolódott a Madách Színház Páratlan páros 2. című előadásába is, s 2006 júniusától Leo Bloom szerepét játszotta a Producerek című musicalben.
2007-ben szerepelt a Casting Minden című zenés filmben, majd 2008-ban a Made in Hungaria című zenés filmben is.
A legsokoldalúbb magyar művészek egyike. 2011. június 9-én mutatta be a Madách Színház a Csoportterápia című darabot, melynek társszerzője és szereplője is. Ugyanitt 2012. február 10-én volt az Én, József Attila című darab bemutatója. Ezt – Szirtes Tamás oldalán – színpadra alkalmazóként és társrendezőként jegyzi.
Szerkesztője és műsorvezetője a Madách Színház videohírlevelének (Madách TV), ő vezeti az M1 csatornán a 2011-es indulása óta a Magyarország, szeretlek! című vetélkedőműsort is. 2017-ben a Honfoglaló internetes játék alapján készült kvízműsor műsorvezetője lett a Dunán, a Magyarország, szeretlek! is ide került át 2015 márciusában.
2018-ban és 2023-ban is pályázott a Budapesti Operettszínház vezetői pozíciójára.
2020-tól a kecskeméti Katona József Színház főrendezője. 2025-től az önállóan működő Erkel Színház igazgatója.

## Magánélete
2012 nyarán kötött házasságot Erdélyi Tímeával, amely kapcsolat 2017 tavaszáig tartott. 2019 októberében váltak el hivatalosan. Később másfél évig élt kapcsolatban Tiborcz Fanni, táncművésszel. 2021-től 2022-ig Dobó Kata színésznő, 2022–2024 között Molnár Andrea táncművész volt a párja.

## Színházi munkáiból

### Színész
- Móricz Zsigmond-Miklós Tibor-Kocsák Tibor: Légy jó mindhalálig (Doroghy Sanyika)[24]
- Friedrich Dürrenmatt: Fizikusok (Wilfred és Kaspar, Lina Rose fiai)
- Stephen Schwartz: Godspell[25]
- Neil Simon: Furcsa pár (Vinnie)
- Cooney: Páratlan páros 2. – Gevin Smith
- T. S. Eliot- A. L. Webber: Macskák – Elvis Trén
- Rice-Webber: József és a színes szélesvásznú álomkabát – Juda
- Idle-DuPrez: Spamalot – Sir Robin
- Bolba-Szente-Galambos: Csoportterápia – Lajos
- Webber-Elton-Bródy: Volt egyszer egy csapat – Daniel
- Brooks-Meehan: Producerek: Leo Bloom
- Neil Simon: És mennyi szerelem! – Norman Cornell
- Terry Johnson: Diploma előtt – Benjamin
- Peter Shaffer: Equus -Alan Strang
- Disney-Cameron Mackintosh: Mary Poppins – Berti
- Bettancourt: A New York-i páparablás – A taxis fia
- Horváth Péter–Tasnádi István–Fenyő Miklós: 101 kiskutya-Ezredes, macska

### Rendező
- Ray Cooney: 1×3 néha 4 avagy Egyszerháromnéhanégy Madách Színház- RaM Colosseum (bemutató: 2012. 05. 25.)
- P. G. Wodehouse: Agyeldobás Madách Színház – RaM Colosseum (bemutató: 2015. 04. 18.)
- Rejtő Jenő: A szőke ciklon Játékszín (bemutató: 2015. 08. 14.)
- Graham Linehan: Betörő az albérlőm Madách Színház (bemutató: 2013. 05. 11.)
- Vizy Márton-Tóth Dávid Ágoston: Én, József Attila (Attila szerelmei) Madách Színház (bemutató: 2012. 02. 10.)
- David Lindsay-Abaire: ShrekShrek Papp László Budapest Sportaréna (bemutató: 2016. 05. 29.)
- Réczei Tamás: Színházi vándorok Kecskeméti Katona József Színház (bemutató: 2014. 10. 24.)
- Gyárfás Miklós– Szabó Tamás: Tanulmány a nőkről Madách Színház (bemutató: 2014. 04. 19.)
- Illés Zenekar: ...Tied a világ Játékszín (bemutató: 2014. 06. 19.)
- Illés Zenekar – Szente Vajk: ...Tied a világ Kecskeméti Katona József Színház (bemutató: 2015. 09. 21.)
- Agatha Christie: Váratlan vendég Madách Színház – RaM Colosseum (bemutató: 2016. 01. 30.)
- Darvas Benedek–Varró Dániel-Hamvai Kornél-Rejtő Jenő: Vesztegzár a Grand Hotelben Békéscsabai Jókai Színház (bemutató:2015. 10. 02.)
- Jerry Herman: Hello, Dolly! – Szolnoki Szigligeti Színház (bemutató: 2016.03.04)
- Szente Vajk: Apáca Show – Szegedi Szabadtéri Játékok (bemutató:2018.08.10.)
- Michael Frayn: Függöny fel – Kecskeméti Katona József Színház (bemutató: 2018.01.05)
- Galambos Attila – Juhász Levente – Szente Vajk: A beszélő köntös – Kecskeméti Katona József Színház (bemutató: 2018.10.05)
- Macskafogó – József Attila Színház (bemutató: 2019.09.28)
- Szigligeti Ede – Bolba Tamás – Szente Vajk: Liliomfi – Madách Színház (bemutató: 2019.03.23)
- Szente Vajk: Legénybúcsú – Játékszín (bemutató: 2019.05.04)
- Várkonyi Mátyás – Miklós Tibor: SztárcsinálókSztárcsinálók – PS Produkció (bemutató: 2020.02.01)
- Galambos Attila – Juhász Levente: Puskás, a musical (bemutató: 2020.08.20 – Erkel Színház)
- Patricia Resnick – Dolly Parton: 9-től 5-ig – A musical (bemutató: 2020.09.19 – József Attila Színház)
- Charles Chaplin – Harry Clive – Harry Crocker: Nagyvárosi fények (bemutató: 2020.10.17 – Játékszín)
- Szente Vajk – Galambos Attila: Dominógyilkosság (bemutató: 2021.06.04 – Játékszín)
- Woody Allen: Férjek és feleségek (bemutató: 2021.06.20 – Katona József Színház)
- Karey Kirkpatrick – John O'Farrell: Valami bűzlik (bemutató: 2021.09.18 – József Attila Színház)
- Lévay Szilveszter – Michael Kunze: Elisabeth (bemutató: 2021.10.15 – Katona József Színház)
- Galambos Attila – Juhász Levente: Puskás, a musical (bemutató: 2021.12.11 – Győri Nemzeti Színház)
- Lionel Bart: Oliver! (bemutató: 2022.04.01 – Pesti Magyar Színház)
- William Shakespeare: Rómeó és Júlia (bemutató: 2022.03.18 – Katona József Színház)
- Szente Vajk – Galambos Attila: Meseautó (bemutató: 2022.05.20 – Csiky Gergely Színház)
- Juhász Levente – Szente Vajk – Galambos Attila: Kőszívű (bemutató: 2022.10.07 – Katona József Színház)
- Lévay-Kunze-Szente Vajk: Elisabeth (bemutató: 2023. 07.14 – Szeged, Dóm tér).
- Szente Vajk: Aranylakodalom (bemutató: 2023. 04. 01. – Játékszín)
- Lehár Ferenc: Luxemburg grófja (bemutató: 2023. 05. 05. – Katona József Színház)
- Szente Vajk: Kockahas (bemutató: 2023. 05. 13.)
- Masayuki Suo: Hölgyválasz (bemutató: 2023. 10. 07 – Játékszín)
- Csehov: Három nővér (bemutató: 2024.02.16 – Katona József Színház)
- Dan Brown: A Da Vinci-kód (bemutató: 2024.12.07 – Játékszín)

### Író
- Galambos Attila-Szente Vajk-Bolba Tamás: Csoportterápia – Madách Színház (bemutató: 2011. 06. 09.); Győri Nemzeti Színház bemutató: 2014. 02. 15); Hevesi Sándor Színház (bemutató: 2014. 03. 14.); Kecskeméti Katona József Színház (bemutató: 2015. 01. 09.); Egri pinceszínház
- Szente Vajk – Galambos Attila-Szirtes Tamás-Orosz Dénes: Poligamy Madách Színház (bemutató: 2013. 10. 26.)
- Illés Zenekar- Szente Vajk: ...Tied a világ Kecskeméti Katona József Színház (bemutató: 2015. 09. 21.)
- Galambos Attila-Szente Vajk-Bolba Tamás: Meseautó – Madách Színház (bemutató: 2016. 11. 18.)

### Színpadra alkalmazta
- Gyárfás Miklós-Szabó Tamás: Tanulmány a nőkről Madách Színház (bemutató: 2014. 04. 19.)
- Illés Zenekar: ...Tied a világ Játékszín (bemutató: 2014. 06. 19.)

### Dalszövegszerző
- Galambos Attila-Szente Vajk-Bolba Tamás: Csoportterápia Hevesi Sándor Színház (bemutató: 2014. 03. 14.)
- Szente Vajk – Galambos Attila-Szirtes Tamás-Orosz Dénes: Poligamy Madách Színház (bemutató: 2013. 10. 26.)
- Frederick Stroppel: Sors bolondjai: Madách Színház (bemutató: 2000. 06. 16.)

### Fordító
- Szente Vajk-Galambos Attila: Shrek Papp László Budapest Sportaréna (bemutató: 2016. 05. 29.)

## Műsorai
- Magyarország, szeretlek! (2011–2021)
- Honfoglaló (2017–2019)
- Képben vagyunk (műsorvezető)

## Film
- Casting minden – Krisztián (2008)
- Valami Amerika 2. (2008)
- Made in Hungária (2009)
- Volt egyszer egy csapat (színházi felvétel)
- Csoportterápia (2022) – Lajos

## Filmsorozat
- Hacktion – Deamon (Bakos Péter) (2011–2012)
- Karádysokk (2010)
- Holnap tali

## Szinkronok

### Film
- Péntek 13 2. – Ted (Stuart Charno)
- A stoppos gyilkos – Alvin (Chadd Todhunter)
- A testvériség – Tyler Simms (Chace Crawford)
- Napfény – Trey (Benedict Wong)
- Fúrófej Taylor – Filkins (Alex Frost)
- Szalagavató – Nash detektív (James Ransone)
- Szigorúan csak szex – Damian (Trevor Murphy)
- Mélytengeri kalandok – további magyar hang
- Transmorphers – Az alakváltók – további magyar hang

### Sorozatok
- Miss Marple történetei – Könnyű gyilkosság – Terence Reed rendőr (Russell Tovey)
- V, mint Viktória – Robbie Shapiro (Rex)

### Rajzfilm/Anime
- Az 51-es bolygó – Lem (Justin Long)
- Lego: Hero Factory – Mark Surge (Bryton James)

## Könyv
- Sokszínű mesék (Manó könyvek 2015.)

## Díjai
- Jászai Mari-díj (2019)
- Kránitz Lajos-díj (2019)[26]
- Pest megyei Prima díj (2019)
- Érdemes művész (2023)[27]